# Philip Potter
Philip Alford Potter (19. srpna 1921, Roseau – 31. března 2015, Lübeck) byl metodistický kazatel a význačný činovník světového ekumenického hnutí.
V letech 1960–1968 byl předsedou Světového svazu křesťanských studentů; v letech 1972–1984 sloužil jako třetí generální tajemník Světové rady církví.